# Erik Hajas
Laszlo Erik Hajas (* 16. September 1962 in Huddinge) ist ein ehemaliger schwedischer Handballspieler.
Hajas spielte in Schweden für IFK Tumba Handboll, SoIK Hellas und IF Guif sowie in Spanien in Puerto de la Cruz. In den Spielzeiten 1986/87, 1988/89, 1994/95, 1995/96, 1996/97 und 1997/98 wurde er Torschützenkönig der Elitserien.
Er bestritt 281 Länderspiele für die schwedische Nationalmannschaft, in denen er 993 Tore erzielte, und mit der er die  Weltmeisterschaft 1990 in der Tschechoslowakei sowie die Europameisterschaft 1994 in Portugal gewann. Mit Schweden nahm er an den Olympischen Spielen 1988 in Seoul, 1992 in Barcelona und 1996 in Atlanta teil, wobei er 1992 und 1996 die Silbermedaille gewann.
Nach dem Ende seiner aktiven Karriere wurde er Trainer beim  IFK Tumba.